# Waschraum

Waschraum in einem Kinderheim Anfang des 20. Jahrhunderts

Ein Waschraum ist ein Raum mit mehreren Waschstellen, wo Personen sich waschen können. Waschräume gibt es in Anstalten oder Betrieben, wo sich eine Gruppe von Personen, z. B. nach Schichtende, gleichzeitig reinigen muss. Heute sind Waschräume meist mit Duschen ausgestattet. Die Waschräume im Bergbau werden Waschkaue genannt.
Oft wird auch die Waschküche für die Reinigung von Wäsche als Waschraum bezeichnet.

## Einzelnachweis
1. ↑  Eintrag im Duden